# Magic (film)
Pour les articles homonymes, voir Magic.
Pour plus de détails, voir Fiche technique et Distribution.
Magic est un film d'horreur américain réalisé par Richard Attenborough et sorti en 1978. Il s'agit d'une adaptation du roman du même nom de William Goldman, qui signe lui-même le scénario.

## Synopsis
Alors qu'il voulait initialement être magicien, Charles "Corky" Withers est devenu ventriloque. Avec sa marionnette Fats, il parvient à faire rire le public et à avoir un certain succès. Alors que Corky est gentil et effacé, Fats illustre sa part de vulgarité et d'agressivité. Mais peu à peu, la marionnette va prendre le dessus sur l'homme et le pousser à commettre des actes diaboliques.

## Fiche technique
Sauf indication contraire, les informations mentionnées dans cette section peuvent être confirmées par la base de données cinématographiques IMDb,  présente dans la section « Liens externes ».
- Titre original : Magic
- Réalisation : Richard Attenborough
- Scénario : William Goldman, d'après son roman Magic
- Musique : Jerry Goldsmith
- Photographie : Victor J. Kemper
- Montage : John Bloom
- Production : Joseph E. Levine et Richard P. Levine
- Société de production et de distribution : 20th Century Fox
- Pays de production :  États-Unis
- Langue originale : anglais
- Format : Couleur - Mono - Panaflex Caméra et Objectifs - 35 mm - 1.85:1
- Genre : thriller, horreur psychologique
- Durée : 105 minutes
- Sortie : 1978
- Interdit aux moins de 12 ans lors de sa sortie en DVD

## Distribution
- Anthony Hopkins (VF : Jean Roche) : Charles "Corky" Withers / Fats (voix)
- Ann-Margret (VF : Evelyn Selena) : Peggy Ann Snow
- Burgess Meredith (VF : André Valmy) : Ben Greene
- Ed Lauter (VF : Marc De Georgi) : Duke
- E. J. André : Merlin
- Jerry Houser : le chauffeur de taxi
- David Ogden Stiers : Todson
- Lillian Randolph : Sadie

## Production
En mars 1976, Joseph E. Levine achète les droits du roman de William Goldman pour 1 million de dollars et engage l'auteur pour écrire le scénario. En juin 1976, Norman Jewison est choisi comme réalisateur,. Le cinéaste souhaite Jack Nicholson dans le rôle principal mais l'acteur refuse. Steven Spielberg exprime quant à lui son intérêt pour le poste de réalisateur et envisage quant à lui Robert De Niro pour incarner Corky. Richard Attenborough, qui venait de réaliser Un pont trop loin — également écrit par William Goldman et produit par Joseph E. Levine — accepte le poste de réalisateur. Richard Attenborough y avait également dirigé Anthony Hopkins.
Le rôle de l'agent de Corky, Ben Greene, est proposé à Laurence Olivier mais il n'est pas disponible. Il revient finalement à Burgess Meredith. L'acteur avouera s'être inspiré de Irving Paul Lazar pour parfaire son personnage : « J'ai essayé d'obtenir son attitude cool et discrète, ses vêtements soignés et, surtout, sa façon de parler doucement pour qu'il faille se pencher pour entendre ce qu'il dit. »

### Tournage
Le tournage des extérieurs a lieu à Ukiah en Californie. Des scènes sont également tournées à Upper Lake, dans les Fox Studios de Los Angeles.

## Distinctions
(en) Récompenses pour Magic sur l’Internet Movie Database

### Récompenses
- Prix Edgar-Allan-Poe du meilleur scénario
- Saturn Awards 1979 : meilleur acteur dans un second rôle pour Burgess Meredith et meilleure musique

### Nominations
- Saturn Awards 1979 : meilleur film d'horreur et meilleure actrice pour Ann-Margret
- BAFTA 1979 : meilleur acteur pour Anthony Hopkins
- Golden Globes 1979 : meilleur acteur dans un film dramatique pour Anthony Hopkins